# Steffen Rasmussen
Steffen Bjørnebo Rasmussen (Stenvad, 30 settembre 1982) è un ex calciatore danese, di ruolo portiere.